# Júpiter LII
Júpiter LII (designació provisional S/2010 J 2) és un satèl·lit natural de Júpiter. Fou descobert per Christian Veillet el 8 de setembre de 2010 i anunciat el 2011.
Té 1 km de diàmetre, i orbita Júpiter a una distància mitjana de 20 307 150 km en 588,1 dies, amb una excentricitat de 0,307 i una inclinació de 150,4°. Té una òrbita retrògrada, és a dir, el satèl·lit es mou en direcció oposada a la rotació del planeta Júpiter.